# Gaius Nymphidius Sabinus
Gaius Nymphidius Sabinus was een praefectus praetorio (aanvoerder van de pretoriaanse garde) tijdens Nero's bewind. Hij was de zoon van een zekere Nymphidia en een gladiator, en dus niet van de princeps Caligula.
Hij werd in 65 aangesteld als praefectus praetorio. Na de ontdekking van de Pisonische samenzwering onder leiding van Gaius Calpurnius Piso gaf Nero hem de consulaire insignes. Toen Nero door Griekenland in 67-68 trok nam Nymphidius Sabinus samen met Tigellinus, die sinds 62 praefectus praetorio was, de regering waar.
Nadat Nero's ondergang onafwendbaar was geworden, verraadde Nymhidius Sabinus zowel zijn princeps als Tigellinus, toen hij zich aanvankelijk met Servius Sulpicius Galba trachtte te verbinden (die echter het beloofde donativum niet uitbetaalde) om later zichzelf tot princeps te laten uitroepen. Daarop werd hij echter door de pretoriaanse garde vermoord.